# Terremoto de Isla Cristina de 2009
El terremoto de Isla Cristina de 2009 fue un sismo registrado el día 17 de diciembre a las 2:37:18 hora local (1:37:18 UTC) y afectó a toda Andalucía (España). Tuvo una magnitud de 6,2 grados en la escala de Richter.
El sismo provocó caos en la población, que huyó por temor a un maremoto, que fue descartado tajante e inmediatamente después del temblor. El sismo además provocó enormes destrozos en distintas viviendas.
Fue el temblor más fuerte en el país desde 1755, cuando después de un terremoto de 8,5 grados se fundó Isla Cristina. Este sismo provocó un gran tsunami que llegó incluso a las costas de Brasil. Además, en abril de 2010 un sismo de igual magnitud sacudió Andalucía.
- Datos: Q6143030